# Peperomia agitata
Peperomia agitata är en pepparväxtart som beskrevs av Trel. & Standley. Peperomia agitata ingår i släktet peperomior, och familjen pepparväxter. Inga underarter finns listade i Catalogue of Life.